# جيمس كيرك بولدينغ
جيمس كيرك بولدينغ (بالإنجليزية: James Kirke Paulding) (و. 1778 – 1860 م) هو سياسي، وكاتب من الولايات المتحدة الأمريكية ولد في مدينة نيويورك.
وهو عضو في الحزب الجمهوري الديمقراطي .

## روابط خارجية
- جيمس كيرك بولدينغ على موقع الموسوعة البريطانية (الإنجليزية)
- جيمس كيرك بولدينغ على موقع إن إن دي بي (الإنجليزية)